# Parque Ana Lídia
O Parque Ana Lídia é um parque recreativo no interior do Parque da Cidade Dona Sarah Kubitschek.

## Histórico
O Parque Ana Lídia foi inaugurado em 12 de outubro de 1969 e passou por uma reforma em 1999, junto com as obras gerais do Parque Sarah Kubitschek.
O parque foi criado com o nome de Iolanda Costa e Silva, esposa do presidente Artur da Costa e Silva, falecido em 1969, contudo foi renomeado em homenagem a Ana Lídia, criança encontrada morta, com sinais de tortura, perto da Universidade de Brasília, em 1973. O Caso Ana Lídia até hoje não foi solucionado; o crime prescreveu.
No parque são apresentados vários temas e reflexões. Há referências pop, fanfarronice meio tropicalista, romantismo de longa metragem de animação da Disney, e uma concepção tradicional da infância. Ele possui um escorregador em forma de bota, e um  carro de abóbora da Cinderela, com todos os rococós formados pelos ramos na ala conto de fadas. Tem a ala dos meninos, com cabanas apaches, caravanas de velho oeste e barcos viquingues. Ao fundo existe a ala futurista ou progressista, com um foguete gigante e um trepa-trepa em forma de bolha. Cerca de seis mil pessoas passam pelo parque durante o final de semana.